# Rudolf von Sydow
Carl Curt Friedrich Ferdinand Rudolf von Sydow (* 9. September 1805 in Petznick; † 14. März 1872 in Berlin) war ein deutscher Jurist, preußischer Legationsrat und Gesandter.

## Leben
Von Sydows Vater war der Offizier und Gutsbesitzer Karl Ernst Rudolf Heinrich von Sydow (1776–1813), seine Mutter war Beate Luise Christine von Berg aus dem Haus Mittenwalde (1783–1856).
Nach seiner Kadettenzeit trat er am 6. April 1822 als Secondeleutnant in das Kaiser-Franz-Grenadier-Regiment ein, das er 1824 wieder verließ. Anschließend studierte er Jura in Bonn. Dort machte er 1827 die Bekanntschaft des Philologen Gustav Kramer (1806–1888), den er später in Rom und Berlin wieder traf. Er war Gewinner einer Preisschrift (s. Werke), die 1828 im Druck erschien. Im selben Jahr wurde er Auskultator.
Durch seine Bekanntschaft mit Karl Josias Freiherr von Bunsen (1791–1860) wurde er 1831 von diesem als Legationssekretär an die Preußische Gesandtschaft beim Heiligen Stuhl nach Rom berufen. Dort war er auch im Vorstand der evangelischen Gemeinde und Mitgründer des evangelischen Hospitals, das der Gesandtschaft angegliedert war. Er schloss Freundschaft mit dem Gesandtschaftsprediger Friedrich von Tippelskirch (1802–1866). Im Oktober und November 1834 hielt er sich zusammen mit Tippelskirch, Kramer und anderen in Neapel und Umgebung auf. Ende Juli 1835 verließ er Italien und kehrte nach Berlin zurück.
Anschließend war er als Preußischer Resident in der Freien Stadt Frankfurt am Main tätig. 1837 wurde er zum Legationsrat ernannt. Am 2. Juni 1837 heiratete er in erster Ehe Leontine Friederike Juliane Minette von Brockhusen, geboren am 10. November 1814 in Mittelfelde, sie starb bereits am 26. Februar 1838 in Brüssel. Eineinviertel Jahre nach dem Tode seiner ersten Frau heiratete er am 23. Juli 1839 in zweiter Ehe Marie Elisabeth Freiin von Stein zu Nord- und Ostheim, geboren am 24. Dezember 1818, gestorben am 3. März 1866 in Frankfurt am Main. Sie war eine Tochter des Sachsen-Coburg und Gothaischen Staatsministers Dietrich Freiherr von Stein zu Nord- und Ostheim und der Henriette Freiin von Günderrode, 1854 trat sie zum katholischen Glauben über.
Von Sydow wurde 1842 zum Kammerherrn ernannt. 1845 war er Gesandter in Brüssel und 1847 in Bern. 1853 folgte die Ernennung zum Wirklichen Geheimen Rat und zum Regierungspräsidenten der Hohenzollernschen Lande. 1859 war er Gesandter in Kassel und 1863 Bundestags-Gesandter in Frankfurt. Er erhielt den Titel Exzellenz und schied 1864 aus dem Staatsdienst aus.
Darauf kehrte er nach Berlin zurück, wo er während des Deutsch-Dänischen Krieges den Vorsitz des Centralvereins zur Pflege verwundeter und erkrankter Krieger übernahm. Außerdem war er Vorsitzender der Gesellschaft zur Verbreitung des Christentums unter den Juden in Berlin. Zusammen mit seinem Bruder, seiner Schwester und weiteren Angehörigen stand er den Pietistenkreisen um den Prediger Karl Loeffler, der sogenannten Erweckungsbewegung nahe. 1867 wurde er Mitglied des Preußischen Herrenhauses.

## Werke
- Darstellung des Erbrechts nach den Grundsätzen des Sachsenspiegels, mit Rücksicht auf die verwandten Quellen, eine gekrönte Preisschrift, Berlin, Dümmler 1828.